# Flutschfinger

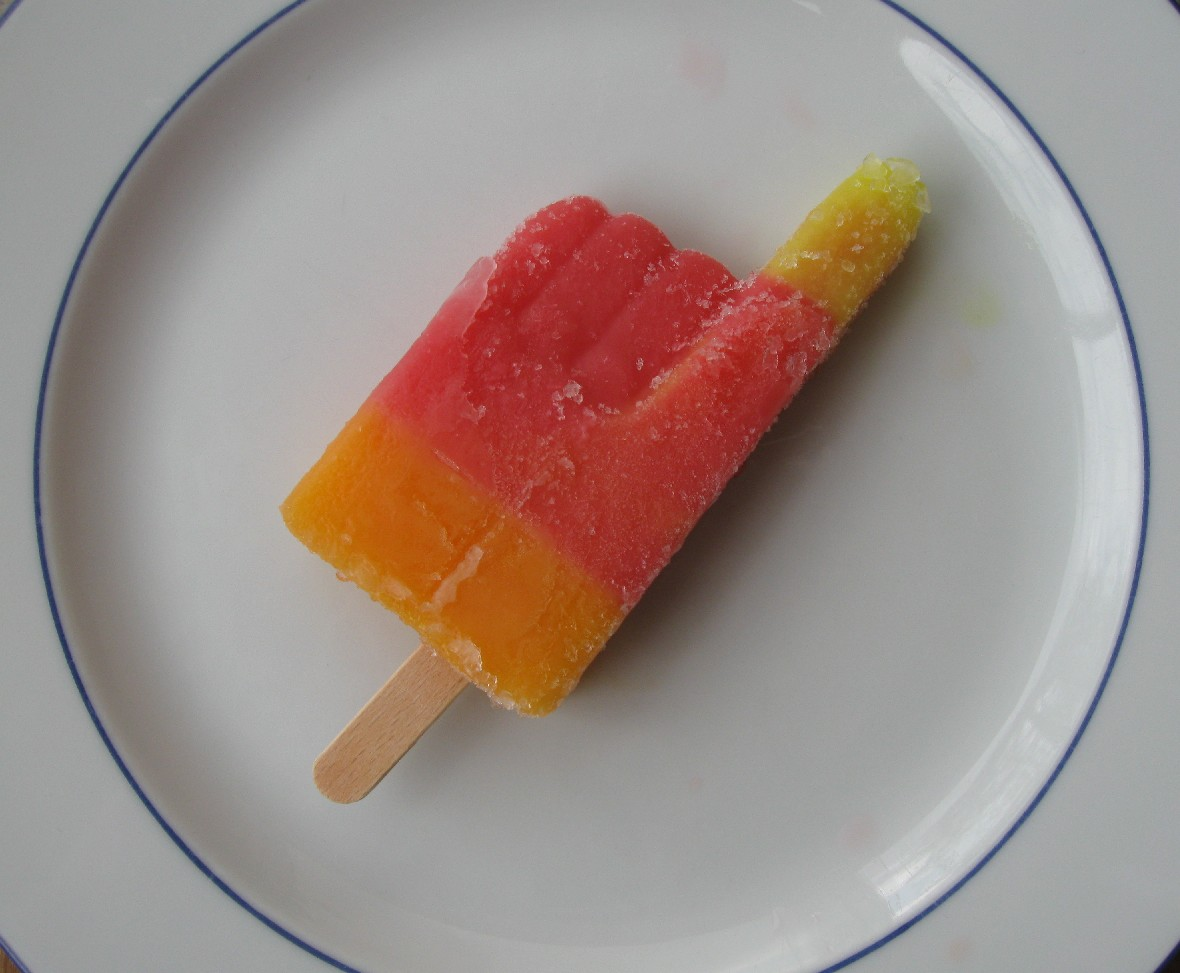
Ein Flutschfinger-Eis

Flutschfinger ist eine Marke für eine in den 1970er-Jahren auf den Markt gebrachte Wassereissorte von Langnese. Im Rahmen der allgemeinen 1980er-Jahre-Nostalgiewelle hat Langnese es 2002 wieder ins Programm genommen.
Das Speiseeis hat die Form einer geballten Hand mit ausgestrecktem Zeigefinger und bietet die Geschmacksrichtungen Limette, Erdbeere und Orange. Als Farbstoffe dienen E163 (Anthocyane), E100 (Curcumin), E160a (Carotin) und E141 (Kupferhaltige Komplexe der Chlorophylle und Chlorophylline). Ursprünglich war das Eis einheitlich rot, später dreigeteilt in zunächst variabler Zusammensetzung (Cola, Waldmeister, Himbeere, Zitrone).
Während der Fußball-Weltmeisterschaft 2006 sowie während der Fußball-Europameisterschaft 2012 und WM 2018 wurde der Flutschfinger als Variante „Flutschfinger Heimspiel“ bzw. „Flutschfinger Sonderedition“ bzw. FlutschMeister angeboten und in den Farben Schwarz-Rot-Gold mit schwarzer Colaspitze, rotem Wassereis mit Erdbeergeschmack und gelb-goldenem Orangenfruchteis produziert.